# Provincia de Al Hauz
La provincia de Al Hauz es una de las provincias de Marruecos, parte de la región de Marrakech-Safí. Tiene una superficie de 6.212 km² y 484.312 habitantes censados en 2004.

## División administrativa
La provincia de Al Hauz consta de un municipio y 38 comunas:

### Municipios
- Ait Ourir

### Comunas
| - Abadou - Aghbar - Ait Aadel - Ait Faska - Ait Hkim Aut Yzid - Ait Sidi Daoud - Amghras - Amizmiz - Anougal - Asni - Azgour - Dar Jamaa - Ghmate | - Ighil - Iguerferouane - Ijoukak - Imgdal - Lalla Takarkoust - Moulay Brahim - Ouazguita - Ouirgane - Oukaimden - Oulad Mtaa - Ourika - Sidi Abdallah Ghiat - Sidi Badhaj | - Sti Fadma - Tahannaout - Talat n'Yaaqoub - Tamaguert - Tamazouzte - Tameslohte - Tazart - Tidili Mesfioua - Tighedouine - Tizguine - Touama - Zerkten |